# José Bergamín Gutiérrez
José Bergamín Gutiérrez (Madrid, 30 de desembre de 1895 - Hondarribia, 28 d'agost de 1983) fou un escriptor, assagista, poeta i dramaturg espanyol.

## Obres
- El cohete y la estrella. Madrid; Índice, 1923.
- Caracteres: (I-XXX), 1926
- El arte de birlibirloque; La estatua de Don Tancredo; El mundo por montera. Santiago de Xile; Madrid: Cruz del Sur, 1961.
- Ilustración y defensa del toreo. Torremolinos: Litoral, 1974.
- Mangas y capirotes: (España en su laberinto teatral del XVII). Madrid: Plutarco, 1933. Segunda edición Buenos Aires, Argos, 1950.
- El cohete y la estrella; La cabeza a pájaros. Madrid: Cátedra, 1981.
- La más leve idea de Lope. Madrid: Ediciones del Árbol, 1936.
- Presencia de espíritu. Madrid: Ediciones del Árbol, 1936.
- El alma en un hilo. Mèxic: Séneca, 1940.
- Detrás de la cruz: terrorismo y persecución religiosa en España. Mèxic: Séneca, (1941)
- El pozo de la angustia. Barcelona: Anthropos, 1985.
- La voz apagada: (Dante dantesco y otros ensayos). Mèxic: Editora Central, 1945.
- La corteza de la letra: (palabras desnudas). Buenos Aires: Losada, 1957.
- Lázaro, Don Juan y Segismundo. Madrid: Taurus, 1959.
- Fronteras infernales de la poesía. Madrid : Taurus, 1959.
- La decadencia del analfabetismo; La importancia del demonio. Santiago de Xile; Madrid: Cruz del Sur, 1961.
- Al volver. Barcelona: Seix Barral, 1962.
- Beltenebros y otros ensayos sobre literatura española. Barcelona: Noguer, 1973.
- De una España peregrina. Madrid: Al-Borak, 1972.
- El clavo ardiendo. Barcelona: Aymá, 1974.
- La importancia del demonio y otras cosas sin importancia. Madrid: Júcar, 1974.
- El pensamiento perdido: páginas de guerra y del destierro. Madrid: Adra, 1976.
- Calderón y cierra España y otros ensayos disparatados. Barcelona: Planeta, 1979.
- La música callada del toreo. Madrid: Turner, 1989.
- Aforismos de la cabeza parlante. Madrid: Turner, 1983.
- La claridad del toreo. Madrid: Turner, 1987.
- Al fin y al cabo: (prosas). Madrid: Alianza, 1981.
- Cristal del tiempo. Fuenterrabía: Hiru, 1995.
- El pensamiento de un esqueleto: antología periodística. Torremolinos: Litoral, 1984.
- Prólogos epilogales. València: Pre-Textos, 1985.
- Escritos en Euskal Herria. Tafalla: Txalaparta, 1995.
- Las ideas liebres: aforística y epigramática, 1935-1981. Barcelona: Destino, 1998.
- Enemigo que huye: Polifemo y Coloquio espiritual (1925-1926). Madrid: Biblioteca Nueva, 1927.
- La risa en los huesos. Madrid: Nostromo, 1973. Conté: Tres escenas en ángulo recto y Enemigo que huye.
- La hija de Dios y La niña guerrillera. México: Manuel Altoaguirre, 1945.
- Los filólogos. Madrid : Turner, 1978.
- Don Lindo de Almería. 1926. València: Pre-Textos, 1988.
- Rimas y sonetos rezagados.
- La claridad desierta. Madrid: Turner, 1983.
- Del otoño y los mirlos: Madrid, El Retiro: otoño 1962. Barcelona: RM, 1975.
- Apartada orilla : (1971-1972). Madrid : Turner, 1976.
- Velado desvelo : (1973-1977). Madrid : Turner, 1978.
- Esperando la mano de nieve: (1978-1981). Madrid: Turner, 1985.
- Canto rodado. Madrid: Turner, 1984.
- Hora última. Madrid: Turner, 1984.
- Por debajo del sueño: antología poética. Málaga: Litoral, 1979.
- Poesías casi completas. Madrid: Alianza, 1984.
- Antología poética. Madrid: Castalia, 1997.